# Матіас Сарачо
Федеріко Матіас Хавьєр Сарачо (ісп. Federico Matías Javier Zaracho, нар. 10 березня 1998, Буенос-Айрес, Аргентина) — аргентинський футболіст, атакувальний півзахисник бразильського клубу «Атлетіку Мінейру».

## Ігрова кар'єра

### Клубна
Матіас Сарачо народився у Буенос-Айресі і є вихованцем футбольної академії столичного клубу «Расінг». У грудні 2016 року Сарачо дебютував у основному складі команди на професійному рівні у матчі чемпіонату Аргентини. За час виступи в Аргентині футболіст разом з командою виграв національний чемпіонат. 
У жовтні 2020 року Сарачо перебрався до сусідньої Бразилії, де приєднався до клубу «Атлетіку Мінейру». У складі якого виграв всі можливі турніри у Бразилії.

### Збірна
У 2017 році у складі молодіжної збірної Аргентини Матіас Сарачо брав участь у молодіжному чемпіонаті Південної Америки.
Також у тому році футболіст виступав на молодіжному чемпіонаті світу в Південній Кореї. На турнірі Сарачо відзначився одним забитим голом.
26 березня 2019 року у товариському матчі проти Марокко Матіас Сарачо зіграв першу гру у складі національної збірної Аргентини.

## Титули
Расінг
 Чемпіон Аргентини: 2018/19
 Переможець Рекопи Південної Америки: 2025
Атлетіку Мінейру
 Чемпіон Бразилії: 2021
 Переможець Кубка Бразилії: 2021
 Переможець Ліга Мінейро: 2021, 2022, 2023
 Переможець Суперкубка Бразилії: 2022